# Upphärad
Upphärad – miejscowość (tätort) w Szwecji, w regionie administracyjnym (län) Västra Götaland, w gminie Trollhättan.
Według danych Szwedzkiego Urzędu Statystycznego liczba ludności wyniosła: 572 (31 grudnia 2015), 554 (31 grudnia 2018) i 549 (31 grudnia 2019).